# Kościół św. Jana i Katarzyny w Świerzawie
Kościół św. Jana Chrzciciela i św. Katarzyny Aleksandryjskiej (niem. Kirche der hlg. Johannes und Katharina von Alexandrien) – mieści się w Świerzawie. Jest to najcenniejszy zabytek miasteczka. Powstał w I połowie XIII wieku i do dziś przetrwał w prawie niezmienionym kształcie, poza wieżą dobudowaną w XVI wieku. Ewenementem jest, że obiekt romański i jego pierwotna kamieniarka zachowały się w tak dobrym stanie. 

## Historia
Kościół powstał w 1. połowie XIII wieku. Po raz pierwszy jego pleban był wzmiankowany w 1268 roku. Od 1392 roku był kościołem filialnym. Świątynia od 1552 roku służyła ewangelikom, którym odebrano ją w 1654. Na początku XVI wieku dobudowano do romańskiego kościoła gotycką wieżę i zakrystię. Od 1713 roku świątynia pełniła rolę kościoła cmentarnego. W XIX wieku podwyższono koronę murów i wymieniono strop. Po wysiedleniu miejscowych Niemców po 1945 kościół zaczął niszczeć, ale uniknął całkowitej dewastacji. Przykościelny cmentarz został zlikwidowany w latach 60. XX wieku. Pierwsze prace konserwacyjne przeprowadzono w 1959 roku, następne w latach 60. i od 1977 do dziś. Kolejny remont przeprowadzono w 1999 roku. 
Kościół nie pełni już funkcji sakralnych, ale muzealne i wystawiennicze. Raz w roku pierwszego listopada w kościele odbywa się spektakl Zaduszki Poetyckie.

## Architektura
Wyznacznikiem kościoła jest czworoboczna wieża dobudowana do bryły głównej kościoła w 1506 roku. Kościół jest murowany z kamienia, jednonawowy, z prezbiterium zamkniętym półkolistą apsydą. Nawa i prezbiterium przykryte stropem drewnianym wspartym na dwóch słupach. W apsydzie trzy romańskie okna z kolumienkami. Od strony zachodniej i południowej dwa portale o cechach gotyckich. Prawdziwym dziełem kunsztu kamieniarskiego jest wspaniały portal z Drzewem Życia, pochodzący z XII wieku. W zachodniej partii nawy znajdowała się dwupoziomowa drewniana empora dla możnowładcy, na co wskazuje otwór wejściowy w ścianie szczytowej i ślady schodów. 

## Wyposażenie

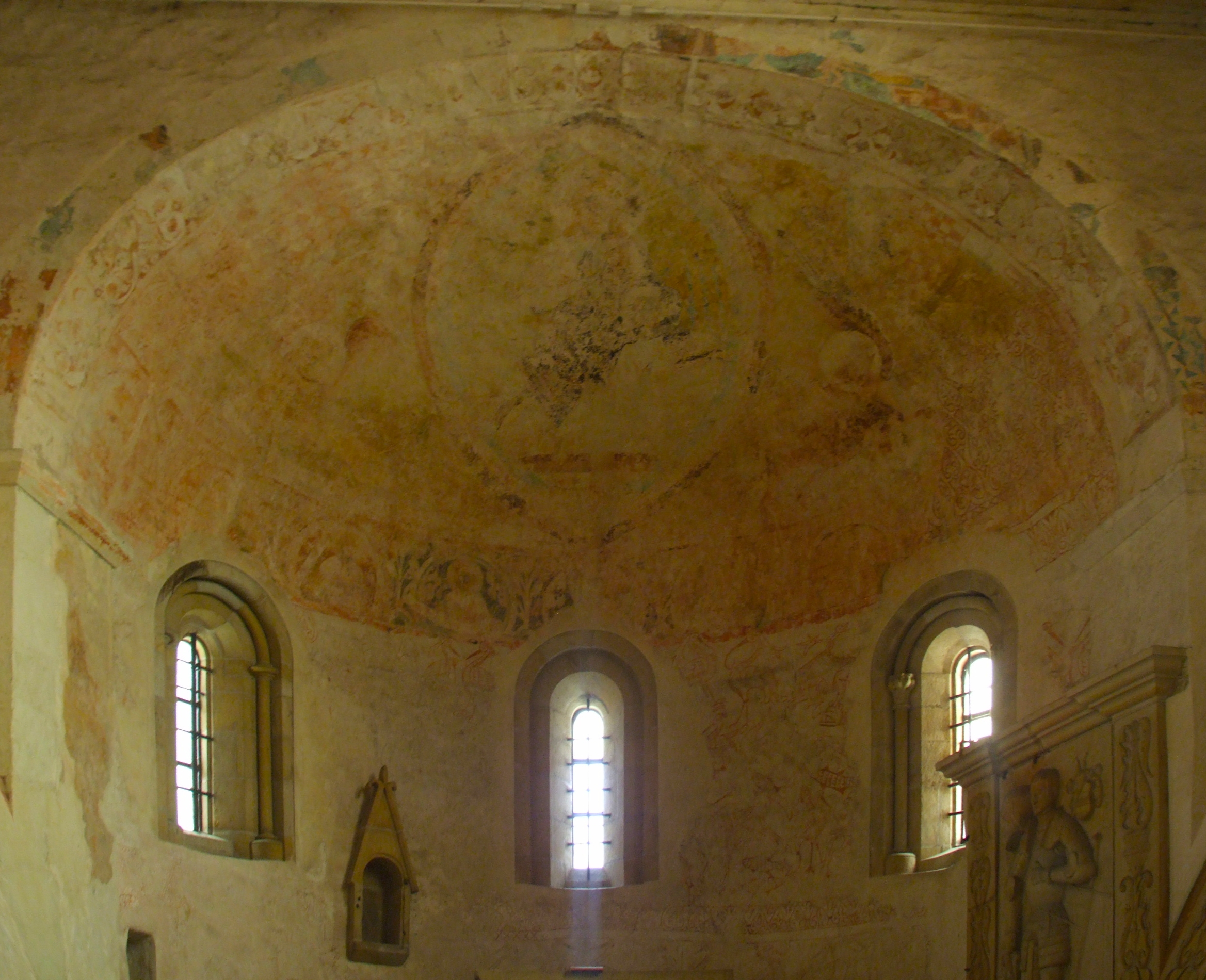
Malowidła nad głównym ołtarzem, pochodzące z XIV wieku; widoczny motyw Sąd Ostateczny

Największą atrakcją zabytku są malowidła, które zdobią ściany świątyni. Odkryte w 1977 roku pod warstwami tynku ścienne malowidła o tematyce zwierzęcej i roślinnej pochodzą z XIII wieku. Przedstawiają dosyć nietypowe zwierzęta takie jak bocian, żyrafa czy ryby. Malowidła te są ściśle związane z symboliką życia. Ścianę północną kościoła zdobią XIV-wieczne malowidła ukazujące życie Katarzyny Aleksandryjskiej według "Złotej Legendy". Jest to najszersze ze znanych przedstawień obrazowych życia tej średniowiecznej świętej w Europie środkowej. Również na tej samej ścianie widnieje rysunek przedstawiający ukrzyżowanie. 
Wewnątrz świątyni uwagę przykuwają także XVI-wieczne, renesansowe płyty nagrobne z rzeźbionymi postaciami, XII-wieczna chrzcielnica, drewniane, polichromowane empory czy prezbiterium romańskie. Obiekt znajduje się na północnych przedmieściach miasteczka w pobliżu mostu na Kaczawie, przy drodze do Złotoryi.

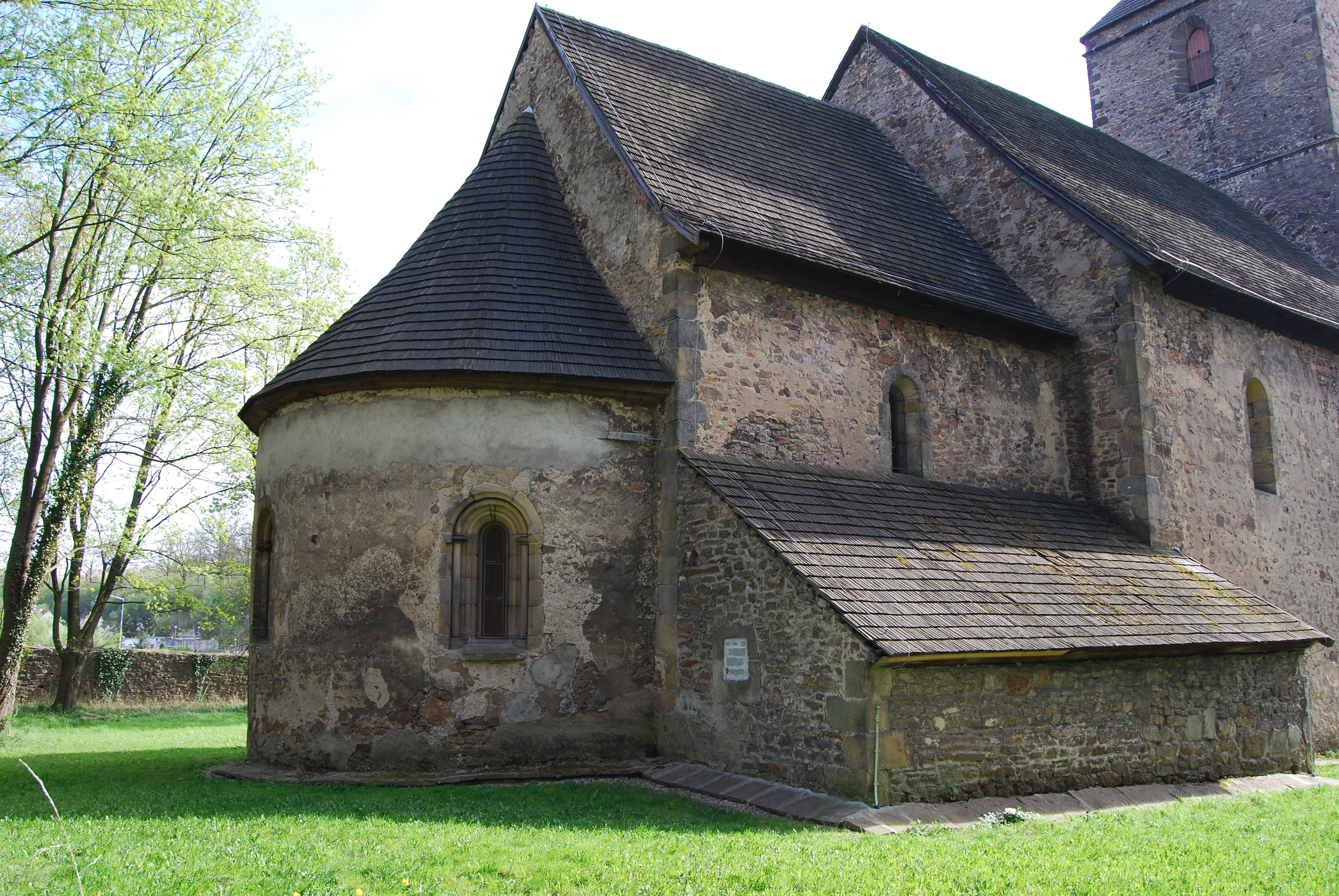
Widok kościoła od strony przezbiterium